# .an
Pour les articles homonymes, voir AN.
.an était le domaine de premier niveau national (country code top level domain : ccTLD) réservé aux Antilles néerlandaises.
Il fut supprimé en juillet 2015 à la suite de la dissolution de la Fédération des Antilles néerlandaises et a été remplacé par .cw pour Curaçao, .sx pour Saint-Martin et .bq pour Bonaire, Sint Eustatius et Saba.